# 血の轍
『血の轍』（ちのわだち、Blood on the Tracks）は、ボブ・ディランが1975年に発表した15枚目のスタジオ・アルバム。
ビルボード200チャートで1位、全英アルバム・チャートで最高4位を記録した。RIAAよりダブル・プラチナ・ディスクに認定されており、ディランのスタジオ・アルバムの中でもベスト・セラーとなったアルバムである。
『ローリング・ストーン』誌による大規模な投票「オールタイム・グレイテスト・アルバム500」（2020年版）において9位（ディランのアルバムでは最上位）にランクインした。

## 解説

### レコーディング
『血の轍』は、アサイラムからコロムビアに戻って最初にリリースされたアルバムとなった。レコーディングは、1974年9月にディラン自身のプロデュース、フィル・ラモーンのエンジニアリングによりニューヨークで行われた。11月リリース予定だったのだが、直前になってディランがそれをキャンセル。12月にミネアポリスで弟のデヴィッド・ジマーマン（David Zimmerman）により集められた地元のセッション・ミュージシャンを起用して数曲を録り直し、5曲を差し替えてアルバムは1975年1月にリリースされた。

### 楽曲
シングル・カットした「ブルーにこんがらがって」は、ビルボードでチャート最高31位を記録した。
"You're A Big Girl Now"という言い回しはスタイリスティックスの同名ヒット曲になぞらえたもの。また、歌詞中の"But what's sense of changing horses in the midstream"という行はその当時ヒットしていたタワー・オブ・パワーの"Don't Change Horses"のパロディ。

### 表ジャケットについて
表ジャケットは絵画のようなディランの横顔だが、これは写真のフィルムに特殊な加工をしてプリントし着色したもの（オリジナル）。この写真は、1974年1月トロントのメイプル・リーフ・ガーデンズ（Maple Leaf Gardens）での2ndコンサートの際、カナダ・オンタリオ州を拠点にしている写真家ポール・ティル（Paul Till）が撮影したものである。プレスでさえも無断でディランの写真撮影は厳しく禁じられていたため、ポールは自費でチケットを購入しポケットにライカIIIを忍ばせて、巨大スピーカーに近い前列横方向から、許可なくその姿を撮影したのである。後日ディランのオフィスの住所を調べ、プリントした写真を直接送ったところジャケットに使用されることになった。ただし、ディラン側から何のフィードバックもなかったとのことである。

### 裏ジャケットについて
このアルバムには、裏ジャケットが三種類存在する。
1. 発売する前に出回ったニューヨーク録音盤をテキストにして書かれたピート・ハミルによるライナーノーツとイラストのもの。公式リリースに際して半数の曲がミネアポリス録音のものに差し替えられたがライナーノーツは訂正されずそのままの状態であった。ところがこのライナーノーツが翌年、グラミー賞の「ライナーノーツ」賞を受賞。公式発売されていない幻の音源をもとに書かれたライナーノーツが賞を取るという珍事になった。
2. 上記の出来事に配慮し、米盤では別イラストの裏ジャケットに差し替えられた。
3. 更に1970年代末にはオリジナル裏ジャケットからライナーノーツを省いたイラストだけの体裁に戻された。
4. 1990年代にソニーレコードからCD復刻されたものには、CD裏ジャケットに2.のイラスト、ブックレット裏ジャケットに3.のイラストを配置するというきめ細かい配慮がなされた。

## 収録曲
全曲ボブ・ディラン作詞・作曲

### Side 1
1. ブルーにこんがらがって - Tangled Up in Blue – 5:40
2. 運命のひとひねり - Simple Twist of Fate – 4:18
3. きみは大きな存在 - You're a Big Girl Now – 4:36
4. 愚かな風 - Idiot Wind – 7:45
5. おれはさびしくなるよ - You're Gonna Make Me Lonesome When You Go – 2:58

### Side 2
1. 朝に会おう - Meet Me in the Morning – 4:19
2. リリー、ローズマリーとハートのジャック - Lily, Rosemary and the Jack of Hearts – 8:50
3. 彼女にあったら、よろしくと - If You See Her, Say Hello – 4:46
4. 嵐からの隠れ場所 - Shelter from the Storm – 4:59
5. 雨のバケツ - Buckets of Rain – 3:29

## アウトテイク
ミネアポリス録音は、「ブルーにこんがらがって」、「きみは大きな存在」、「愚かな風」、「リリー、ローズマリーとハートのジャック」、「彼女にあったら、よろしくと」の5曲。「きみは大きな存在」のオリジナル・ニュー・ヨーク・ヴァージョンが『バイオグラフ』（1985年）に収録されている。
『ブートレッグ・シリーズ第1～3集』（1991年）には、ニュー・ヨーク・セッション時の録音による「ブルーにこんがらがって」、「愚かな風」、「彼女にあったら、よろしくと」と、未発表になった「コール・レター・ブルース」が収録されている。
映画『ザ・エージェント』（1996年）に「嵐からの隠れ場所」のオルタネイト・ヴァージョンが挿入歌として使用され、サウンドトラック盤と『ザ・ベスト・オブ・ボブ・ディラン』（1997年）に収録されている。

## パーソネル

### 参加ミュージシャン
- ボブ・ディラン - ボーカル、ギター、ハーモニカ、オルガン、マンドリン
- Bill Peterson – ベース
- Eric Weissberg – バンジョー、ギター（ニュー・ヨーク・セッション）
- Tony Brown - ベース（ニュー・ヨーク・セッション）
- Charles Brown, III - ギター（ニュー・ヨーク・セッション）
- Bill Berg - ドラムス
- Buddy Cage - スティール・ギター
- Barry Kornfeld - ギター（ニュー・ヨーク・セッション）
- Richard Crooks - ドラムス（ニュー・ヨーク・セッション）
- Paul Griffin - オルガン、キーボード
- Gregg Inhofer - キーボード
- Thomas McFaul - キーボード（ニュー・ヨーク・セッション）
- Chris Weber - ギター、12弦ギター
- Kevin Odegard - ギター

### 制作スタッフ
- フィル・ラモーン – エンジニア
- ピート・ハミル – ライナー・ノーツ
- ポール・ティル - 写真
- David Oppenheim - イラストレーション
- Ron Coro - アート・ディレクション

## リリース

### 日本
2004年、再発CDがオリコン・チャートで最高248位を記録した。
| 日付           | レーベル  | フォーマット | カタログ番号 | 付記                                                                |
| -------------- | --------- | ------------ | ------------ | ------------------------------------------------------------------- |
|                | CBSソニー | LP           | SOPO-20      |                                                                     |
|                | CBSソニー | LP           | 25AP 286     |                                                                     |
| 1985年4月1日   | CBSソニー | CD           | 30DP 306     | 箱帯                                                                |
| 1991年12月1日  | ソニー    | CD           | SRCS 6167    | NICE PRICE LINE                                                     |
| 2003年11月19日 | ソニー    | SACD HYBRID  | MHCP-10010   | デジタル・リマスター                                                |
| 2004年9月23日  | ソニー    | CD           | MHCP-377     | 2003年デジタル・リマスター、紙ジャケ、完全生産限定盤、オリコン248位 |
| 2005年9月21日  | ソニー    | CD           | MHCP-811     | 2003年デジタル・リマスター                                          |
| 2009年1月21日  | ソニー    | Blu-spec CD  | SICP-20041   |                                                                     |